# 東森幼幼台
東森幼幼台（又稱YOYO TV，台標標示為EBC YOYO），是臺灣東森電視旗下的一個有線電視頻道。原名東森卡通台。是一個專門以兒童為收視對象的電視頻道。因為該頻道的標誌為以英文字母「Y」與「O（螺旋形）」兩個字母結合而成，外觀類似蝸牛，故俗稱蝸牛台。

## 沿革
- 原名東森卡通台，最初開播時為66台[1]。
- 1998年1月1日開播，是一個專門以兒童為收視對象的電視頻道[2]，主要以播放卡通片為主。
- 2000年1月1日，正式更名为東森幼幼台。
- 2005年1月1日，因應中華民國行政院新聞局「同類節目區塊化定頻」政策，頻道从66频道搬移至「公益与合家欢观赏區塊」中的第25頻道。
- 這個兒童頻道除了播放卡通動畫之外，也有由YOYO家族主持的類綜藝性兒童節目。在這些節目之中，以水果、天空及動物為名的年輕主持人們會帶領節目中的兒童一起進行帶動唱活動。
- 2015年4月11日，改為比例16:9的模式播放節目，但不是所有節目都是以比例16:9的模式播放(全台首播的節目除外)。
- 2015年11月10日，更換台標為「EBC YoYo」。
- 2017年8月29日，啟用高畫質版本「EBC YoYo」。
- 2017年10月23日，YoYo點點名啟用字幕。
- 2018年3月6日，更換台標為「EBC YoYoHD」。
- 2024年8月19日，启用双语广播，目前仅在部分外购节目提供双语广播。

## 動畫節目
此列表示收錄東森幼幼台的節目列表。該頻道於1998年1月開播，是一個專門以兒童為收視對象的電視頻道，主要播放卡通片。該頻道所播出的動畫作品，其中某些作品的OP（片頭曲）或ED（片尾曲）都會翻唱成中文版本，尤其是歐美與日本動畫。

### 日本
| - 《神奇寶貝系列》(無印～XY第51集) - 《夢之蠟筆王國》 - 《魔法陣天使》 - 《炸彈超人》 - 《捍衛者21》 - 《大嘴鳥》 - 《哈姆太郎》 - 《真珠美人魚》 - 《可愛巧虎島》 - 《愛天使傳說》 - 《朝霧的巫女》 - 《快樂小丸日記》 - 《小魔女DoReMi系列》 - 《反斗小王子》 - 《格鬥龍戰士》 - 《元氣小茶犬》2004年9月4日 - 《科學小飛喵》 - 《時空小偵探》 - 《DA!DA!DA!》2002年8月5日 - 《坦克王》（日韓共同製作） - 《大耳鼠》 - 《庫洛魔法使》 - 《小超人帕門》 - 《音速小子X》 - 《光之美少女系列》（《幸福爆發！光之美少女》至《魔法使 光之美少女！》、《擁抱！光之美少女》和《Star☆Twinkle 光之美少女》除外） - 《不可思議星球的雙胞胎公主》 - 《甲蟲王者》 - 《頑皮小白貂》 - 《北海小英雄》 - 《小小雪精靈》 - 《陸上防衛隊》 - 《奇天烈大百科》 - 《叮噹小魔女》 - 《童話槍手小紅帽》 - 《妹妹公主》 - 《名偵探柯南》 - 《我們這一家》 - 《電光快車俠》 - 《數碼寶貝大冒險》 - 《數碼寶貝拯救隊》 - 《麵包超人》 - 《STRAY SHEEP》 - 《綠野仙蹤 (動畫)》 - 《新小婦人》 - 《新怪博士與機器娃娃》 - 《變形金剛 銀河原力》 - 《櫻桃小丸子》 - 《Hello Kitty 童話劇場》 - 《摩卡兔》 - 《可愛小河童》 | - 《沙漠船長》 - 《Hello凱蒂貓》 - 《機獸創世紀》 - 《丹丹的生活日記》 - 《光速大冒險Pipopa》 - 《嚕嚕米》 - 《淘氣小猴子》 - 《魔豆傳奇》 - 《全力兔》 - 《黑騎士》 - 《超速YOYO》 - 《森林大帝》 - 《恐龍救生隊》 - 《極速方程式》 - 《尋找滿月》 - 《寶石寵物》（第一、二季） - 《Battle Spirits 少年突破馬神》 - 《塔麻可吉》 - 《洛克人EXE》 - 《SD GUNDAM三國傳BraveBattleWarriors》 - 《變身！公主偶像》 - 《料理偶像》 - 《惡作劇之吻》 - 《星光少女》系列 - 《Battle Spirits 少年激霸彈》 - 《機動戰士鋼彈AGE》 - 《遊戲王》 - 《激戰！彈珠人》 - 《遊戲王5D's》 - 《叭噗麻吉》 - 《遊戲王ZEXAL》 - 《Battle Spirits Brave》 - 《大尾小岡》 - 《大耳查布》 - 《鋼彈創鬥者》 - 《魔法可比》（日语：はっぴーカッピ） - 《Line Town》 - 《魔女的考驗》 - 《偶像學園》（第一季～第二季） - 《妖怪手錶》（第1－169集） - 《加油！露露洛洛》（日语：くまのがっこう） - 《星光樂園》（第一季） - 《原子小金剛》(1980年電視動畫) - 《Battle Spirits 霸王》 - 《遊戲王ARC-V》 - 《棉花小兔》（日语：うさぎのモフィ） - 《戰鬥陀螺 爆烈世代》 - 《奇奇冒險日記》 - 《DRIVE HEAD 救援特警隊》 - 《新幹線變形機器人》 - 《地球防衛隊》 - 《PUI PUI 天竺鼠車車》 - 《新幹線變形機器人Z》 - 《激鬥瓶蓋人DX》 |  |

### 南韓
| - 《奇域大冒險》（為卡通頻道*《奇幻寶貝》（朝鲜语：최강 합체 믹스마스터）的第一季） - 《天神向前衝》 - 《魔法小迷狐》 - 《Pororo》 - 《DIBO》 - 《乒乓兔》 - 《大長今》 - 《可亞大冒險》 - 《摺紙戰士》（台日韓共同製作） - 《倒霉熊》 - 《罐頭寶貝》 - 《旋風四驅王》（日韓共同製作） - 《Poli波力》 | - 《糖果精靈》 - 《悠比家族》（朝鲜语：유후와 친구들） - 《機器戰士TOBOT》 - 《Kioka》 - 《炫風騎士》（朝鲜语：바이클론즈） - 《哈囉小梅子》 - 《小巴士TAYO》 - 《PAPA DOG》 - 《Rainbow Ruby》（韓陸加共同製作） - 《Super Wings》（韓陸美共同製作） - 《迷你特工T-BUSTER》（朝鲜语：타오르지마 버스터） - 《魔車戰神》 - 《恐龍戰騎》（朝鲜语：다이노코어） - 《機器戰士 極速對決》（朝鲜语：애슬론 또봇） - 《衝鋒戰士》（朝鲜语：헬로 카봇） - 《迷你特工队 超级恐龙力量》 - 《貝比寶貝星球利特斯》 - 《影子戰士》 |  |

### 英國
- 恰恰特快車
- 《 建築師巴布》
- 《湯瑪士小火車》
- 《粉紅豬小妹》
- 《Yoho Ahoy》
- 《小天使安奇》 （Angelmouse）
- 《咪咪羊》
- 《布布在哪裏》

### 歐美
| 主要來自：加拿大、美國、英國、法國、義大利等 - 《小红狐狸》(Pablo the little red fox) - 《小烏龜佛蘭克林》 - 《小鼠波波》 - 《動物園道64號》 - 《阿班與蒂兒》 - 《彩虹魚》 - 《海綿寶寶》 - 《降世神通》 - 《粉紅豬小妹》 - 《Dora》 - 《Dora & Friends》 - 《你好，凱蘭》 - 《粉筆世界》（英语：Chalkzone） - 《天才小子吉米》 - 《妙妙狗》（英语：Blue's Clues） - 《湯瑪士小火車》 - 《閃閃小超人》（英语：SamSam） - 《史努比》 - 《企鵝家族》 - 《米飛兔》(2003年1月9首播) - 《彼得兔》 - 《皮皮熊》PB Bear and Friends - 《小曼的開心農場》 - 《建築師巴布》 - 《傻瓜》 - 《貝克拉》（英语：Pecola）(2004.11.8首播) - 《神氣無尾熊》（英语：Koala Brothers） - 《淘氣三胞胎》 - 《諾弟樂園》（英语：Noddy (TV series)） - 《拇指熊》 - 《酷小子比爾》 - 《大象家族》（英语：Babar (TV series)） - 《Diego》 - 《天才貓頭鷹》 - 《頑皮鲨肯尼》 - 《神奇波可》 - 《寶貝鳥》 - 《消防嘟嘟車》 - 《好奇猴喬治》（英语：Curious George (TV series)） - 《快樂點心吧》 - 《花園小尖兵》 - 《反斗家族》 | - 《藍色小歐斯》（英语：Oswald） - 《Yoho Ahoy》（英语：Yoho Ahoy） - 《神奇貼紙書》 - 《小天使安奇》 - 《動物狂想曲》 - 《恰恰特快車》（英语：Chuggington） - 《爆丸3狩獵保衛者》 (加拿大、日本合作) - 《爆丸機械波濤》 (加拿大、日本合作) - 《變形金剛 領袖之證》 - 《彩虹小馬》（2011年） - 《變形金剛:狩魔之戰》 - 《變形金剛:救援金剛隊》（英语：Transformers: Rescue Bots） - 《忍者龜 (2012年電視動畫)》 - 《小小寵物園》 - 《魔法俏佳人》（第五季） - 《小王子》 - 《汪汪隊立大功》 - 《變形金剛 領袖的挑戰》（英语：Transformers: Robots in Disguise (2015 TV series)） - 《咪咪羊上學趣》 - 《好奇鼠迪迪》 - 《MOUK 2環遊世界》（英语：Mouk） - 《Ben & Holly's Little Kingdom》 - 《樂高城市大冒險》（英语：Lego City Adventures） - 《樂高女孩出任務》（英语：Friends: Girls on a Mission） - 《樂高侏羅紀世界》（英语：Lego Jurassic World: Legend of Isla Nubula） - 《Monkie Kid 悟空小俠》（丹麥、中國、澳洲合作） |  |

### 俄罗斯
- 《开心球》（俄語：Смешарики）
- 《螺丝钉》（俄语：Фиксики）
- 《瑞奇宝宝》（俄语：Малышарики）
- 《瑪莎與熊》（俄語：Маша и Медведь）

### 中國大陸
- 《戰龍四驅》
- 《藍貓》
- 《哪吒傳奇》
- 《閃電衝線》
- 《果寶特攻》
- 《電擊小子》
- 《摩爾莊園》
- 《翼飛沖天》
- 《賽爾號》
- 《小花仙》

### 台灣
- 《YoYo Man》
- 《森林總動員》
- 《姆姆抱抱》
- 《奈奈與小希》
- 《小太極》
- 《阿貴》
- 《大嬸婆與小聰明》
- 《幼幼西遊記》（2004年）
- 《機器人納瑞奇》
- 《POPA家族》

### 迪士尼
- 《米奇歡樂屋（英语：Mickey Mouse Funhouse）》
- 《小公主蘇菲亞》
- 《星際寶貝：動畫系列（英语：Lilo & Stitch: The Series）》

## 特攝
- 《假面騎士龍騎》
- 《假面騎士555》
- 《假面騎士劍》
- 《119特警隊》
- 《行動搜查官7》
- 《119打火英雄》
- 《侍戰隊真劍者》
- 《假面騎士W》
- 《海賊戰隊豪快者》
- 《侍戰隊真劍者VS轟音者 銀幕BANG!!》[4]
- 《豪快者 護星者 超級戰隊199英雄大決戰》
- 《假面騎士OOO》
- 《特命戰隊Go Busters》
- 《假面騎士Fourze》
- 《獸電戰隊強龍者》
- 《假面騎士鎧武》
- 《烈車戰隊特急者》
- 《快盜戰隊VS警察戰隊》（2019年4月27日起每週六上午七點半[5]）
- 《騎士龍戰隊龍裝者》
- 《魔進戰隊煌輝者》
- 《刑警×戰士美少女》
- 《友情×戰士美少女》
- 《機界戰隊全開者》
- 《暴太郎戰隊Don Brothers》
- 《國王戰隊帝王者》
- 《爆上戰隊奔奔者》
- 《第一戰隊五獸者》

## 戲劇

### 歐美
- 《天線寶寶》
- 《花園寶寶》
- 《快樂維布魯》

### 台灣
- 《超能小隊》
- 《不良笑花》

### 萌學園系列
- 《萌學園之萌騎士傳奇》
- 《萌學園2聖戰再起》
- 《萌學園3魔法號令》
- 《萌學園4時空戰役》
- 《萌學園5異界對決》
- 《萌學園6復活之戰》
- 《萌學園之尋找盤古》萌學園電影版

## 幼教節目

### 日本
- 《棉花小兔》

### 歐美
- 《創意大發現》
- 《小博士邦尼》
- 《妙妙狗》
- 《123玩數學》
- 《Super Why!》
- 《Ben&Holly》
- 《建築師巴布》

### 韓國
- 《PAPA DOG》
- 《哈囉！小梅子》
- 《Pororo》
- 《小巴士TAYO》
- 《火車嘟嘟嘟》

## 益智節目
- 《分秒必爭》

## 外购节目
- 《山裡來了熊孩子》（東森綜合台出品）

## 自製節目
播放中
- 《YoYo點點名》（由YOYO家族全員主持）
- 《超級總動員》（由鍾欣凌、郭彥均主持）

已播畢
- 《黑蕉FUN輕鬆》
- 《塗丫森林》
- 《大頭小狀元》
- 《YoYo小狀元》
- 《親子CALLCALL樂》
- 《YOYO新樂園》
- 《音樂爆米花》
- 《博物館探險趣》
- 《MOFA藝起GO》
- 《彩虹的約定》
- 《健康即時通》
- 《滿天星音樂小學堂》
- 《好好玩自然》
- 《YOYO童話世界》（由西瓜哥哥、蜜蜂姐姐、草莓姐姐、彩虹姐姐、月亮姐姐主持）
- 《i運動》
- 《原來如此》
- 《原來如此客語教學》
- 《YOYO嘻遊記》（由香蕉哥哥、KIWI姐姐、番茄姐姐、西瓜哥哥、草莓姐姐主持）
- 《料理甜甜圈》（由香蕉哥哥、藍愛子主持）
- 《就是要Play》（由香蕉哥哥、月亮姐姐、KIWI姐姐、左左右右主持）
- 《SOS&M大樂隊》（由草莓姐姐、月亮姐姐、柳丁哥哥 、太陽哥哥主持）
- 《Hello!瑪奇課》（由西瓜哥哥、月亮姐姐、番茄姐姐主持）
- 《YOYO好好玩》（由YOYO家族全員主持）
- 《衝吧！小鐵人》（由劉書宏、雲朵姐姐主持）

## YOYO家族

### 現任成員
- 香蕉哥哥
- 柳丁哥哥
- 草莓姐姐
- KIWI姐姐
- 天竺鼠姐姐
- 羚羊哥哥
- 浣熊哥哥
- 酪梨姐姐
- 百香果姐姐
- 蔓越莓姐姐
- 橘子姐姐 (第三代)
- 葡萄姐姐 (第二代)
- 鳳梨哥哥 (第二代)
- 星星哥哥 (第二代)
- 櫻桃姐姐 (第二代)
- 番茄姐姐 (第二代)
- 南瓜哥哥
- 菠菜哥哥
- 雲朵姐姐 (第二代)

### 已離開成員
- 芭樂哥哥
- 橘子姐姐 (第一代)
- 蘋果姐姐
- 水蜜桃姐姐
- 西瓜哥哥
- 蜻蜓哥哥
- 蜜蜂姐姐
- 蝴蝶姐姐
- 鳳梨哥哥 (第一代)
- 葡萄姐姐 (第一代)
- 黑皮哥哥
- 星星哥哥 (第一代)
- 彩虹姐姐
- 太陽哥哥
- 月亮姐姐
- 雲朵姐姐 (第一代)
- 橘子姐姐 (第二代)
- 櫻桃姐姐 (第一代)
- 番茄姐姐 (第一代)
- 希哥哥
- 梅花鹿哥哥

## 外部連結
- 東森幼幼 （页面存档备份，存于）
- Yoyo好好玩的Facebook專頁
- YouTube上的YOYO TV頻道
- 东森幼幼台的Instagram帳戶